# Forever 1
Forever 1 é o sétimo álbum de estúdio coreano (décimo no geral) do grupo feminino sul-coreano Girls' Generation, programado para lançar digitalmente em 5 de agosto, e fisicamente em 8 de agosto de 2022 pela SM Entertainment sob distribuição da Dreamus. O álbum consiste em 10 faixas, incluindo a faixa-título, lançada juntamente ao álbum, marcando o primeiro lançamento do grupo em cinco anos, depois de seu último trabalho, Holiday Night (2017).

## Antecedentes
Em 1 de abril de 2022, a agência SM Entertainment anunciou que Girls' Generation faria seu retorno como um grupo completo com seu décimo álbum de estúdio em comemoração ao aniversário de 15 anos do grupo. Em 10 de julho, foi anunciado que em conjunto com a promoção do álbum, o grupo estrelaria em um novo reality show contendo 8 episódios chamado "Soshi Tam-tam" em comemoração ao aniversário do grupo com sua estreia programada para julho do mesmo ano. Em 24 de julho, o grupo anunciou, através de suas redes sociais, que o décimo álbum do grupo se chamaria "Forever 1" e seria lançado em 8 de agosto de 2022. No dia seguinte, foi informado que a versão digital do álbum seria lançado três dias antes, em 5 de agosto como forma de comemoração do 15º aniversário do grupo. Em 27 de julho, foi informado que o álbum teria 10 faixas, incluindo o single, "Forever 1".

## Composição
A faixa-título do álbum, "Forever 1", foi descrita como uma canção dance-pop com uma "melodia energética" e "atmosfera excitante como um festival" com letras com temática de "amor eterno para pessoas preciosas que dão força a qualquer hora e em qualquer lugar". "Seventeen" foi descrita como uma canção R&B] caracterizada pelo seu "som de synth, batidas de bateria pesadas e melodia de piano leve" com as integrantes Tiffany e Sooyoung participando da composição da música. "Villain" foi descrita como uma canção dance com um "baixo pesado e batida de bateria".

## Lista de faixas
| Forever 1      |                                                                 |                             |                                                                       |                                                   |         |  |
| N.º            | Título                                                          | Letras                      | Música                                                                | Arranjo                                           | Duração |  |
| 1.             | "Forever 1"                                                     | Kenzie                      | Kenzie Ylva Dimberg                                                   | Kenzie Moonshine                                  | 3:22    |  |
| 2.             | "Lucky Like That"                                               | Hwang Yu-bin (Verygoods)    | sv Linnea Deb David Strääf                                            | Sebastian Thott                                   | 2:51    |  |
| 3.             | "Seventeen"                                                     | Lee On-eul Sooyoung Tiffany | Daniel "Obi" Klein Charli Taft Emily Kim                              | Daniel "Obi" Klein Imlay                          | 3:08    |  |
| 4.             | "Villain"                                                       | Sooyoung Tiffany            | Tiffany Josh Cumbee                                                   | Josh Cumbee Moonshine                             | 3:02    |  |
| 5.             | "You Better Run"                                                | Moon Hye-min                | Grace Tither Kyle MacKenzie Keir MacCulloch Katya Edwards             | Kyle MacKenzie Keir MacCulloch                    | 2:45    |  |
| 6.             | "Closer"                                                        | Moon Hye-min                | Peter Wallevik Daniel Davidsen Katy Tizzard Joe Killington            | PhD                                               | 3:58    |  |
| 7.             | "Mood Lamp"                                                     | Jo Yoon-kyung               | Jamie Jones Jack Kugell Lamont Neuble Tim Stewart Treasure Davis      | Jamie Jones Jack Kugell Lamont Neuble Tim Stewart | 3:48    |  |
| 8.             | "Summer Night" (hangul: 완벽한 장면; rr: Wanbyeokhan Jangmyeon) | Yun (153/Joombas)           | Royal Dive Sofia Kay                                                  | Royal Dive                                        | 3:13    |  |
| 9.             | "Freedom"                                                       | Jeong Ha-ri (153/Joombas)   | Gabriella Bishop Camden Cox Cameron Warren                            | St. Louis                                         | 3:02    |  |
| 10.            | "Paper Plane" (hangul: 종이비행기; rr: Jong-ibihaenggi)         | Charlie (153/Joombas)       | Moa "Cazzi Opeia" Carlebecker Emily Kim Fredrik "Figge" Hakan Boström | Fredrik "Figge" Hakan Boström                     | 3:30    |  |
| Duração total: | Duração total:                                                  | Duração total:              | Duração total:                                                        | Duração total:                                    | 32:39   |  |

## Histórico de lançamento
| País          | Data                | Formato                     | Gravadora                 |
| ------------- | ------------------- | --------------------------- | ------------------------- |
| Mundo         | 5 de agosto de 2022 | Download digital, streaming | SM Entertainment, Dreamus |
| Coreia do Sul | 8 de agosto de 2022 | CD                          | SM Entertainment, Dreamus |